# Natació al Campionat del Món de natació de 1978
La competició de natació al Campionat del Món de natació de 1978 es realitzà al complex esportiu Olympia-Schwimmstadion Berlin de Berlín Occidental (RDA).

## Resum de medalles

### Categoria masculina
| Event                    | Or                                                                        | Or            | Plata                                                                                | Plata    | Bronze                                                                 | Bronze   |
| 100 m, lliures           | David McCagg (USA)                                                        | 50,24 (RC)    | Jim Montgomery (USA)                                                                 | 50,73    | Klaus Steinbach (FRG)                                                  | 50,79    |
| 200 m, lliures           | Bill Forrester (USA)                                                      | 1:51,02 (RC)  | Rowdy Gaines (USA)                                                                   | 1:51,10  | Serguei Kopliakov (URS)                                                | 1:51,33  |
| 400 m, lliures           | Vladímir Sàlnikov (URS)                                                   | 3:51,94 (RC)  | Jeff Float (USA)                                                                     | 3:53,42  | Bill Forrester (USA)                                                   | 3:53,97  |
| 1500 m, lliures          | Vladímir Sàlnikov (URS)                                                   | 15:03,99 (RC) | Borut Petrič (YUG)                                                                   | 15:20,77 | Bobby Hackett (USA)                                                    | 15:23,38 |
|                          |                                                                           |               |                                                                                      |          |                                                                        |          |
| 100 m, esquena           | Bob Jackson (USA)                                                         | 56,36 (RC)    | Peter Rocca (USA)                                                                    | 56,69    | Romulo Arantes (BRA)                                                   | 58,01    |
| 200 m, esquena           | Jesse Vassallo (USA)                                                      | 2:02,16       | Gary Hurring (NZL)                                                                   | 2:03,71  | Zoltán Verrasztó (HUN)                                                 | 2:03,90  |
|                          |                                                                           |               |                                                                                      |          |                                                                        |          |
| 100 m, braça             | Walter Kusch (FRG)                                                        | 1:03,56 (RC)  | Graham Smith (CAN)                                                                   | 1:03,60  | Gerald Mörken (FRG)                                                    | 1:03,62  |
| 200 m, braça             | Nick Nevid (USA)                                                          | 2:18,37       | Arsen Miskarov (URS)                                                                 | 2:18,42  | Walter Kusch (FRG)                                                     | 2:20,16  |
|                          |                                                                           |               |                                                                                      |          |                                                                        |          |
| 100 m, papallona         | Joe Bottom (USA)                                                          | 54,30         | Greg Jagenburg (USA)                                                                 | 55,26    | Pär Arvidsson (SWE)                                                    | 55,38    |
| 200 m, papallona         | Mike Bruner (USA)                                                         | 1:59,38 (RC)  | Steve Gregg (USA)                                                                    | 1:59,80  | Roger Pyttel (GDR)                                                     | 2:01,22  |
|                          |                                                                           |               |                                                                                      |          |                                                                        |          |
| 200 m, estils            | Graham Smith (CAN)                                                        | 2:03,65 (RM)  | Jesse Vassallo (USA)                                                                 | 2:04,99  | Aleksandr Sidorenko (URS)                                              | 2:05,29  |
| 400 m, estils            | Jesse Vassallo (USA)                                                      | 4:20,05 (RM)  | Serguei Fesenko (URS)                                                                | 4:22,29  | András Hargitay (HUN)                                                  | 4:27,04  |
|                          |                                                                           |               |                                                                                      |          |                                                                        |          |
| relleus 4×100 m, lliures | Estats UnitsJack Babashoff · Rowdy Gaines · Jim Montgomery · David McCagg | 3:19,74 (RM)  | RFAAndreas Schmidt · Ulrich Temps · Peter Knust · Klaus Steinbach                    | 3:26,65  | SuèciaPer Holmertz · Dan Larsson · Per-Ola Quist · Per-Alvar Magnusson | 3:26,95  |
| relleus 4×200 m, lliures | Estats UnitsBruce Furniss · Bill Forrester · Bobby Hackett · Rowdy Gaines | 7:20,82 (RM)  | Unió SovièticaSerguei Russín · Andrei Krilov · Vladímir Sàlnikov · Serguei Kopliakov | 7:28,41  | RFAAndreas Schmidt · Peter Knust · Karsken Lippmann · Frank Wennmann   | 7:33,29  |
| relleus 4×100 m, estils  | Estats UnitsBob Jackson · Nick Nevid · Joe Bottom · David McCagg          | 3:44,63 (RC)  | RFAKlaus Steinbach · Walter Kusch · Michael Kraus · Andreas Schmidt                  | 3:48,58  | Regne UnitGary Abraham · Duncan Goodhew · John Mills · Martin Smith    | 3:49,06  |

Llegenda: RM – rècord del Món; RC – rècord del Campionat

### Categoria femenina
| Event                    | Or                                                                              | Or           | Plata                                                               | Plata   | Bronze                                                                           | Bronze  |
| 100 m, lliures           | Barbara Krause (GDR)                                                            | 55,68 (RC)   | Lene Jenssen (NOR)                                                  | 56,82   | Larisa Tsareva (URS)                                                             | 56,85   |
| 200 m, lliures           | Cynthia Woodhead (USA)                                                          | 1:58,53 (RM) | Barbara Krause (GDR)                                                | 1:59,78 | Larisa Tsareva (URS)                                                             | 2:01,76 |
| 400 m, lliures           | Tracey Wickham (AUS)                                                            | 4:06,28 (RM) | Cynthia Woodhead (USA)                                              | 4:07,15 | Kim Linehan (USA)                                                                | 4:07,73 |
| 800 m, lliures           | Tracey Wickham (AUS)                                                            | 8:24,94 (RC) | Cynthia Woodhead (USA)                                              | 8:29,35 | Kim Linehan (USA)                                                                | 8:32,60 |
|                          |                                                                                 |              |                                                                     |         |                                                                                  |         |
| 100 m, esquena           | Linda Jezek (USA)                                                               | 1:02,55 (RC) | Birgit Treiber (GDR)                                                | 1:03,18 | Cheryl Gibson (CAN)                                                              | 1:03,43 |
| 200 m, esquena           | Linda Jezek (USA)                                                               | 2:11,93 (RM) | Birgit Treiber (GDR)                                                | 2:14,07 | Cheryl Gibson (CAN)                                                              | 2:14,23 |
|                          |                                                                                 |              |                                                                     |         |                                                                                  |         |
| 100 m, braça             | Julia Bogdanova (URS)                                                           | 1:10,31 (RM) | Tracy Caulkins (USA)                                                | 1:10,77 | Margaret Kelly (GBR)                                                             | 1:11,99 |
| 200 m, braça             | Lina Kačiušytė (URS)                                                            | 2:31,42 (RM) | Julia Bogdanova (URS)                                               | 2:32,69 | Susanne Nielsson (DEN)                                                           | 2:33,60 |
|                          |                                                                                 |              |                                                                     |         |                                                                                  |         |
| 100 m, papallona         | Joan Pennington (USA)                                                           | 1:00,20 (RC) | Andrea Pollack (GDR)                                                | 1:00,26 | Wendy Quirk (CAN)                                                                | 1:01,82 |
| 200 m, papallona         | Tracy Caulkins (USA)                                                            | 2:09,87 (RM) | Nancy Hogshead (USA)                                                | 2:11,30 | Andrea Pollack (GDR)                                                             | 2:12,63 |
|                          |                                                                                 |              |                                                                     |         |                                                                                  |         |
| 200 m, estils            | Tracy Caulkins (USA)                                                            | 2:14,07 (RM) | Joan Pennington (USA)                                               | 2:14,98 | Ulrike Tauber (GDR)                                                              | 2:15,99 |
| 400 m, estils            | Tracy Caulkins (USA)                                                            | 4:40,83 (RM) | Ulrike Tauber (GDR)                                                 | 4:47,52 | Petra Schneider (GDR)                                                            | 4:48,56 |
|                          |                                                                                 |              |                                                                     |         |                                                                                  |         |
| relleus 4×100 m, lliures | Estats UnitsTracy Caulkins · Stephanie Elkins · Jill Sterkel · Cynthia Woodhead | 3:43,43 (RM) | RDAHeike Witt · Caren Metschuck · Barbara Krause · Petra Priemer    | 3:47,37 | CanadàGail Amundrud · Nancy Garapick · Sue Sloan · Wendy Quirk                   | 3:49,59 |
| relleus 4×100 m, estils  | Estats UnitsLinda Jezek · Tracy Caulkins · Joan Pennington · Cynthia Woodhead   | 4:08,21 (RC) | RDABirgit Treiber · Ramona Reinke · Andrea Pollack · Barbara Krause | 4:09,13 | Unió SovièticaElena Kruglova · Julia Bogdanova · Irina Aksenova · Larisa Tsareva | 4:14,91 |

Llegenda: RM – rècord del Món; RC – rècord del Campionat

## Medaller
| Posició | País           | Or | Plata | Bronze | Total |
| 1       | Estats Units   | 20 | 12    | 4      | 36    |
| 2       | Unió Soviètica | 4  | 4     | 5      | 13    |
| 3       | Austràlia      | 2  | 0     | 0      | 2     |
| 4       | RDA            | 1  | 7     | 4      | 12    |
| 5       | RFA            | 1  | 2     | 4      | 7     |
| 6       | Canadà         | 1  | 1     | 4      | 6     |
| 7       | Noruega        | 0  | 1     | 0      | 1     |
| 7       | Nova Zelanda   | 0  | 1     | 0      | 1     |
| 7       | Iugoslàvia     | 0  | 1     | 0      | 1     |
| 10      | Hongria        | 0  | 0     | 2      | 2     |
| 10      | Regne Unit     | 0  | 0     | 2      | 2     |
| 10      | Suècia         | 0  | 0     | 2      | 2     |
| 13      | Brasil         | 0  | 0     | 1      | 1     |
| 13      | Dinamarca      | 0  | 0     | 1      | 1     |
| Total   | Total          | 29 | 29    | 29     | 87    |